# Kriechbaum (Künstlerfamilie)
Die Kriechbaum oder Kriechpaum sind eine Familie von Malern und Bildhauern aus dem Raum Passau, die im 15. und 16. Jahrhundert vor allem im heutigen Bayern und Österreich wirkten.

## Familie
Die ersten Nachrichten über die lange Zeit unbekannte Künstlerfamilie wurden erst im Jahr 1921 veröffentlicht. Die Kriechbaumwerkstätte in Passau war im letzten Viertel des 15. Jahrhunderts offenbar das führende Unternehmen in Skulptur und Malerei für das Bistum Passau, das damals außer Niederbayern auch Oberösterreich und Niederösterreich umfasste.
Die Kriechbaums beschäftigten verschiedene Handwerker ihres Heimatgebietes. Die arbeitsteilige Ausführung von Aufträgen erklärt den manchmal uneinheitlichen Stil einiger Gesamtwerke.
Die jüngere Generation der Kriechbaum-Werkstatt war möglicherweise am Altar von Mauer und am Zwettler Altar tätig.

## Künstler

### Ulrich Kriechbaum
Ulrich Neunhauser-Kriechbaum († 1472/73) erhielt um 1470 einen Vertrag zur Errichtung eines großen Flügelaltars für das Stift Göttweig in Niederösterreich.

### Martin Kriechbaum
Martin Kriechbaum (urkundlich 1473–1510) hatte seine Werkstätte im Hause Milchgasse 7 in Passau. Die erste schriftliche Erwähnung stammt aus dem Jahr 1473, als er in den Vertrag seines verstorbenen Bruders Ulrich mit dem Stift Göttweig eintrat.
Im Jahr 1508 wurde Martin Kriechbaum und seinem Sohn Paul wegen verbotenen Weintransports nach Niederaltaich das Passauer Bürgerrecht aufgesagt, auf Bitten aber wieder bewilligt.
Die letzte Erwähnung Martin Kriechbaums erfolgte im Jahr 1510 anlässlich der Lieferung der Predella des Choraltares für Stift Göttweig.
Martin Kriechbaum wird von vielen Experten für den Meister des Kefermarkter Altars gehalten. Es gibt dafür aber keine archivalischen Belege, weshalb diese Zuschreibung umstritten ist.
Folgende Werke von Martin Kriechbaums existieren nicht mehr:
- Für das Stift Göttweig arbeitete er nach dem Tod seines Bruders Ulrich über den langen Zeitraum von 1473 bis 1510 (Choraltar).
- 1488 lieferte Martin Kriechbaum nicht näher bezeichneten Arbeiten an das Stift Waldhausen.
- Der 1495 geschaffene Choraltar der Pfarrkirche St. Paul in Passau wurde beim Brand 1512 vernichtet.

Martin Kriechbaums Söhne Hans, Paul, Stefan und möglicherweise Sebastian waren ebenfalls künstlerisch tätig.

### Hans Kriechbaum
Johannes Kriechbaum war mit seinem Bruder Stefan ab 1509 vermehrt in Göttweig tätig. Martin Kriechbaum wird nach dem 26. Oktober 1509, an dem ihm Abt Sebastian Draxel durch den Stiftshofmeister in Stein an der Donau zwei Drilling Wein zustellen lässt, nicht mehr als Empfänger von Entgelten erwähnt.

### Paul Kriechbaum
Paul Kriechbaum führte – wie bereits erwähnt – 1508 den illegalen Weintransport mit seinem Vater durch und hätte dadurch beinahe sein Bürgerrecht in Passau verloren. Paul wurde von einigen Kunsthistorikern auch mit der Vexierschrift am Kefermarkter Flügelaltar in Verbindung gebracht, die meinten, die Buchstaben „PK“ am rechten Arm des Königs der Anbetungsszene könnten als Initialen des Paul Kriechbaum zu deuten sein.

### Stefan Kriechbaum
Stefan Kriechbaum, Sohn des Martin, ist urkundlich zwischen 1495 und 1536 bezeugt. 1495/96 war er Lehrling bei Hans Holbein dem Älteren in Augsburg.
Im Jahr 1518 erhielt er den Auftrag für eine geschnitzte Tafel in der Wallfahrtskirche Maria Laach. Aufgrund der künstlerischen und räumlichen Nähe vermuten manche in ihm auch den führenden Meister des Zwettler Altars, der heute in Adamov bei Brünn steht, oder auch für den Meister des Altars von Mauer bei Melk.
1532 und 1536 siegelte er als Ratsbürger in Passau.

### Andreas Kriechbaum
Andreas Kriechbaum, ein Verwandter unbekannten Grades von Ulrich und Martin Kriechbaum, wurde urkundlich vor allem durch eine päpstliche Dispens von einem Gelübde bekannt. Er und ein gewisser Sigmund Traynt hatten offenbar Schuld auf sich geladen und daraufhin ein Gelübde einer Wallfahrt nach Rom abgelegt. Am 13. Juli 1477 teilte Kardinal Marcus Barbo dem Abt von Göttweig mit, dass die beiden Laien aus dem Bistum Passau von ihrem Gelübde dispensiert seien.